# Сипуха мануська
Сипуха мануська (Tyto manusi) — вид совоподібних птахів родини сипухових (Tytonidae).

## Поширення
Ендемік острова Манус з островів Адміралтейства, що належить Папуа Нова Гвінея. Вид відомий лише з двох музейних зразків та спостережень місцевого населення. Живе у тропічних гірських вологих лісах.

## Опис
Тіло завдовжки від 41 до 46 см. Самиці зазвичай трохи більше ніж самці. Верхня частина тіла сіро-коричнева з білими і чорними плямами. Нижня частина тіла біла, лише черево вохристе, а груди в коричневих плямах.